# Język waloński

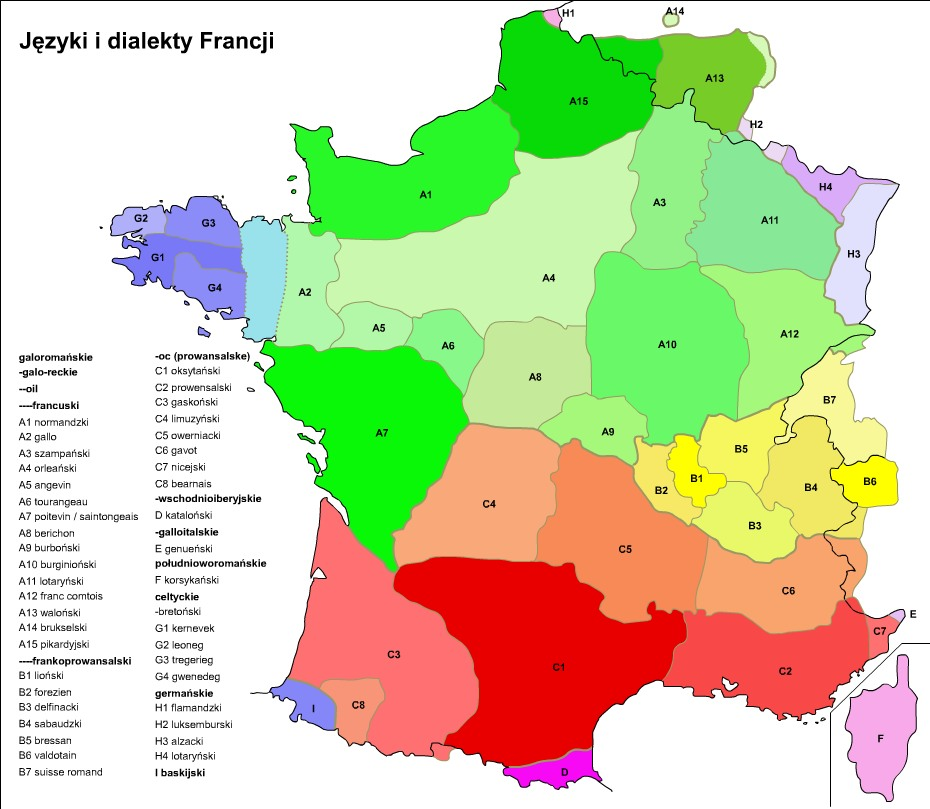
Języki i dialekty Francji

Język waloński (Walon) – język romański z grupy langues d’oïl, niekiedy uznawany za dialekt języka francuskiego. Posługują się nim Walonowie, zamieszkujący Walonię (południową część Belgii i niewielki skrawek Francji). 
Język waloński charakteryzuje się bardzo dużą liczbą słów pochodzenia germańskiego – ok. 40%, a także w dużej mierze gramatyką podobną do germańskiej, np. zamiast łacińskiego szyku rzeczownik + przymiotnik występuje germański szyk przymiotnik + rzeczownik.
Po walońsku mówili imigranci z Belgii (wal. Walons del Wisconsene) w północno-wschodniej części Wisconsin w hrabstwach Brown, Door i Kewaunee.
Języka walońskiego nie należy mylić z belgijskim językiem francuskim (urzędowym w Belgii), który tylko nieznacznie różni się od urzędowego języka francuskiego używanego we Francji. Język waloński jest obecnie używany głównie przez starsze pokolenie Walonów, młodsi mówią głównie po francusku. Ostatnio pojawiły się inicjatywy mające na celu zwiększenie jego statusu, jednak w praktyce jest on wciąż językiem drugiej kategorii. Język waloński jest niezrozumiały dla przeciętnego użytkownika języka francuskiego.